# Nicola Ciarletta

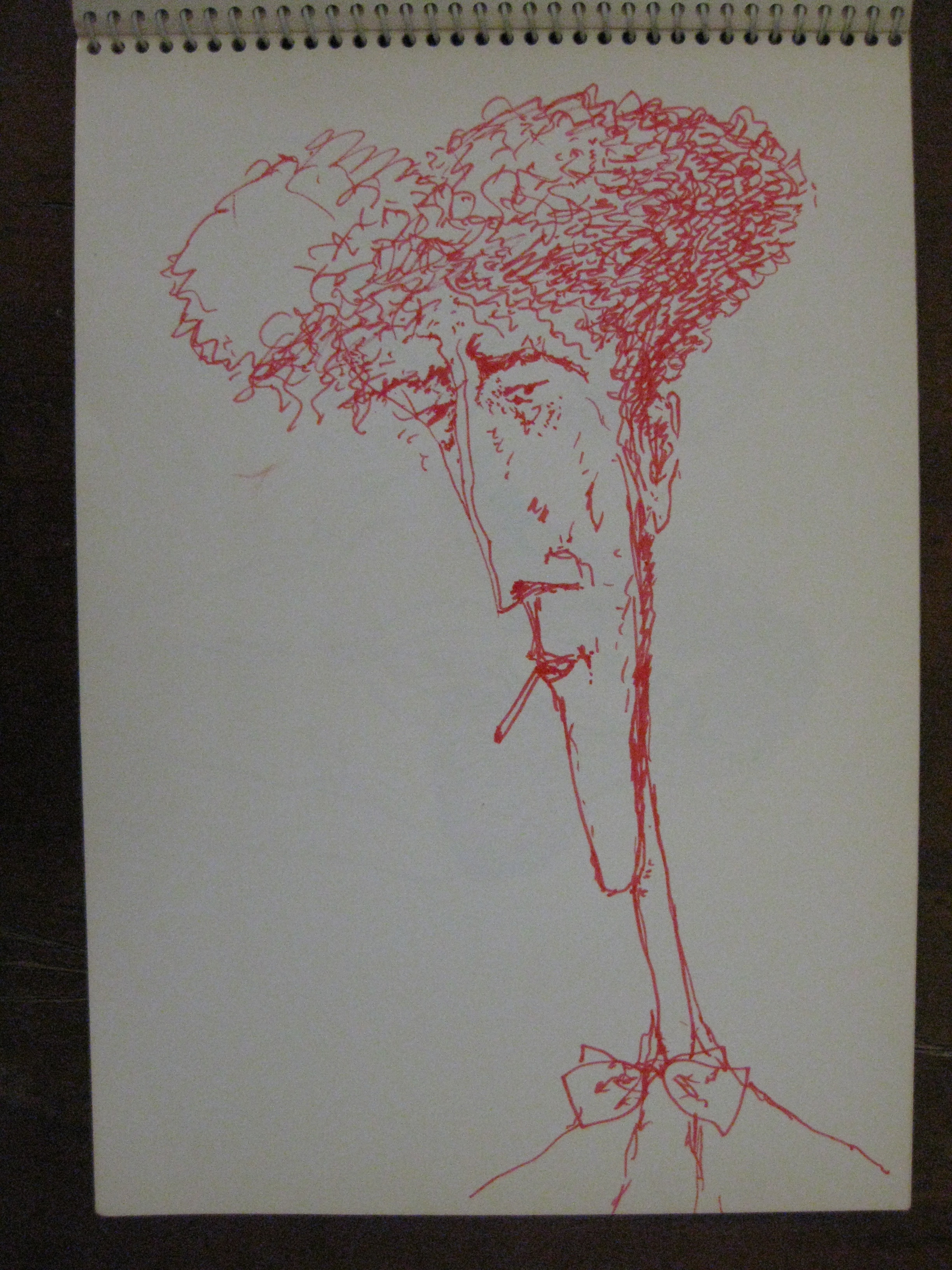
Ritratto caricatura

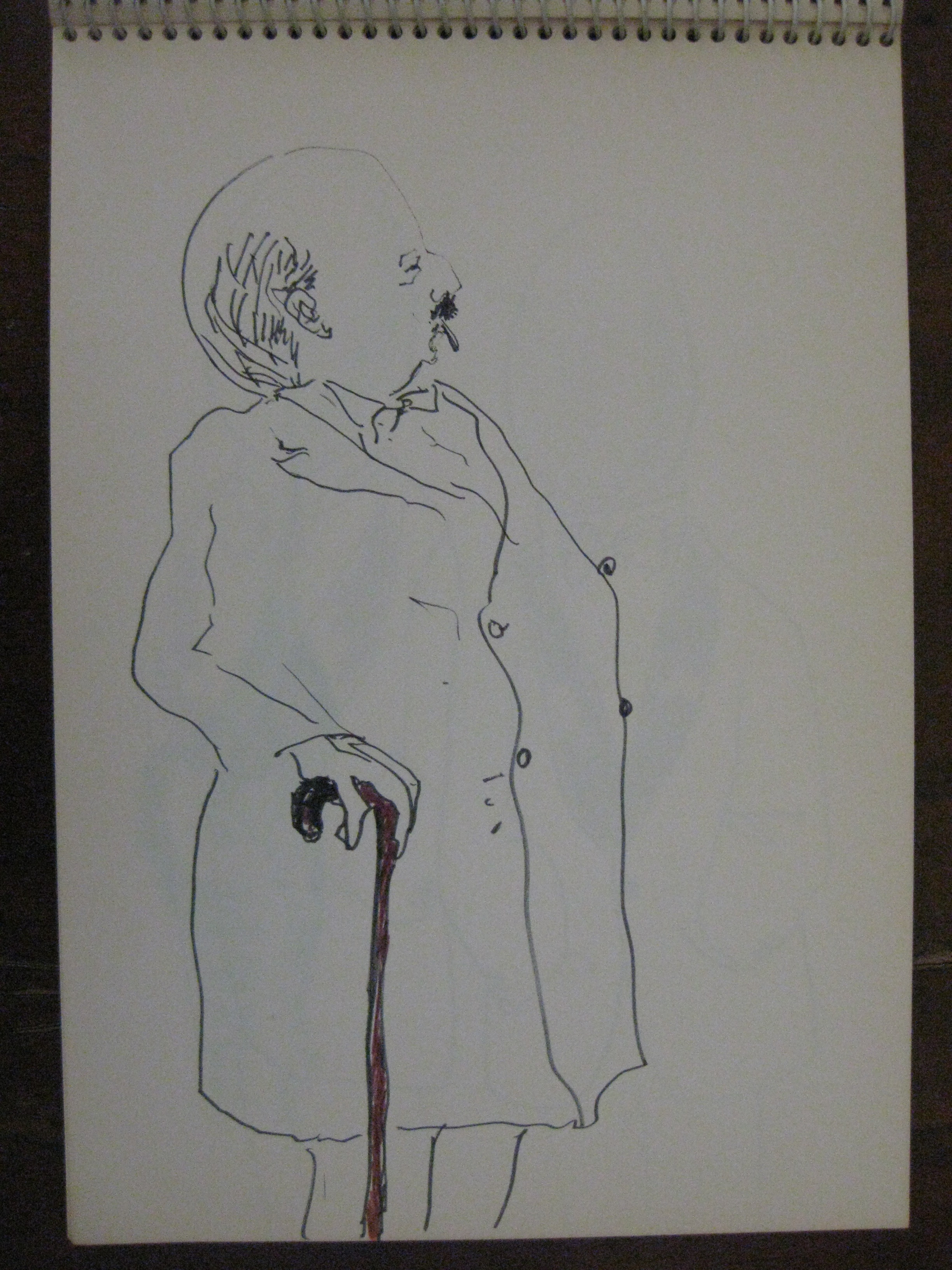

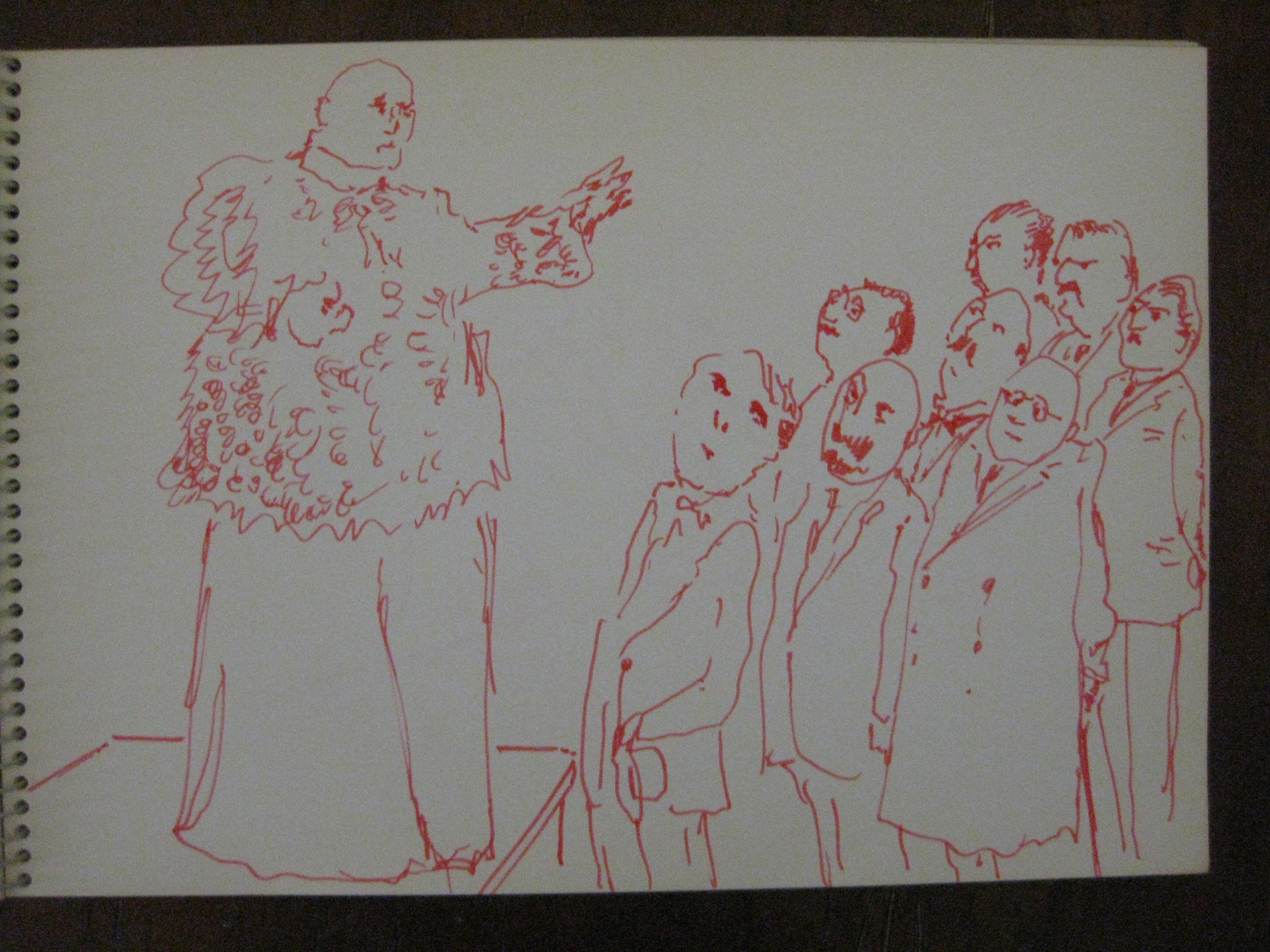
Oratore

Nicola Ciarletta (Roma, 23 marzo 1910 – Roma, 15 settembre 1993) è stato un critico d'arte, critico teatrale e critico cinematografico italiano.

## Biografia
Docente di filosofia all'Università di Urbino e poi alla Sapienza, fu, con Velso Mucci e Leonardo Sinisgalli, tra i fondatori della rivista Il costume politico e letterario. In contatto con numerosi artisti, scrittori, uomini del cinema e del teatro, alternò e incrociò nella sua produzione critica i temi filosofici con quelli artistici.
1º Premio Marcorelli, alla 10ª Biennale BIUMOR, 1979.

### Scritti principali
- Il taccuino del personaggio, Roma, O.E.T. Edizioni del Secolo, 1946.
- L'enigma moderno, Milano, Edizioni di comunità, 1949; riedizione: Urbino, Università degli studi, 1990.
- Da Amleto a Charlot: (scritti d'occasione), Roma, Filmcritica, 1954.
- Eticità e cultura, Milano, Feltrinelli, 1960.
- Entr'actes: scritti occasionali sulla continuità della vita e dell'arte che la ripete, Roma, Bulzoni, 1981.
- Metanoia: fede e teatro, Roma, Bulzoni, 1983.
- Pagine occasionali, Roma, Bulzoni, 1986.

### Scritti in collaborazione
- Ferdinando Bologna (a cura di), Teofilo Patini: 1840-1906, L'Aquila-Castel di Sangro, Comitato per le celebrazioni patiniane, 1990, SBN AQ10062187. Collaborazione di: Siro Pietro Gargano, Bruno Di Masci, Ferdinando Bologna, Fortunato Bellonzi, Enzo Carli, Nicola Ciarletta, Cosimo Savastano, Rosanna Cioffi, Maria Gatta e Stefano Gallo.